# Ena Kadić
Ena Kadic (Bihac, 6 de outubro de 1989 - Innsbruck, 19 de outubro de 2015) foi uma modelo e miss nascida na Bósnia e Herzegovina.  
Em 2013 representou a região de Tirol no concurso Miss Áustria, ganhando e representando a Áustria no Miss Mundo 2013.
Kadic morreu por ferimentos graves provocados por uma queda, quando praticava montanhismo.